# Рашид Бугенна
Рашид Бугенна (араб. رشيد بوهنة, нар. 29 червня 1991, Мерю) — алжирський футболіст, захисник румунського клубу «ЧФР Клуж».
Виступав, зокрема, за клуби «МК Алжир» та «Данді Юнайтед», а також молодіжну збірну Алжиру.
Чемпіон Румунії.

## Клубна кар'єра
Народився 29 червня 1991 року в місті Мерю. Вихованець юнацьких команд футбольних клубів «Бове Уаз» та «Седан».
У дорослому футболі дебютував 2011 року виступами за команду «Донкастер Роверз», у якій провів один сезон, взявши участь у 0 матчах чемпіонату. 
Згодом з 2013 по 2015 рік грав у складі команд «Бертрикс», «Комп'єньє» та «Константіна».
Своєю грою за останню команду привернув увагу представників тренерського штабу клубу «МК Алжир», до складу якого приєднався 2015 року. Відіграв за команду з Алжира наступні три сезони своєї ігрової кар'єри.
У 2018 році уклав контракт з клубом «Данді Юнайтед», у складі якого провів наступний рік своєї кар'єри гравця. Більшість часу, проведеного у складі «Данді Юнайтед», був основним гравцем захисту команди.
Протягом 2019—2021 років захищав кольори клубу «Сепсі ОСК».
До складу клубу «ЧФР Клуж» приєднався 2021 року. Станом на 30 травня 2022 року відіграв за команду з Клужа 10 матчів в національному чемпіонаті.

## Виступи за збірну
У 2011 році залучався до складу молодіжної збірної Алжиру. На молодіжному рівні зіграв у 2 офіційних матчах.

## Титули і досягнення
- Чемпіон Румунії (1):

«ЧФР Клуж»: 2021-2022